# Доброжановка (Северо-Казахстанская область)
Доброжановка (каз. Доброжановка) — село в Тайыншинском районе Северо-Казахстанской области Казахстана. Входит в состав Краснополянского сельского округа. Находится примерно в 45 км к западу-северо-западу (WNW) от города Тайынша, административного центра района, на высоте 157 метров над уровнем моря. Код КАТО — 596056300.

## Население
В 1999 году численность населения села составляла 249 человек (117 мужчин и 132 женщины). По данным переписи 2009 года, в селе проживало 174 человека (82 мужчины и 92 женщины).